# Компьяно
Компьяно (итал. Compiano) —  коммуна в Италии, располагается в регионе Эмилия-Романья, в провинции Парма.
Население составляет 1092 человека (2008 г.), плотность населения составляет 30 чел./км². Занимает площадь 37 км². Почтовый индекс — 43053. Телефонный код — 0525.

## Демография
Динамика населения:

## Администрация коммуны
- Официальный сайт: http://www.comune.compiano.pr.it